# Fort de Jaffna
Le fort de Jaffna est un fort à cinq côtés construit au XVIIe siècle par des marchands portugais et des missionnaires dans la région de Jaffna, Sri Lanka.

## Histoire

### Période coloniale
Les Portugais ont perdu le fort au bout de quelques décennies au Compagnie néerlandaise des Indes orientales (VOC) après un siège. Les Hollandais l'ont reconstruit et occupé jusqu'à la fin du XVIIIe siècle, lorsque les gouverneurs britanniques ont pris la relève.

### Guerre civile du Sri Lanka
Avec le début de la guerre civile du Sri Lanka, le fort a été assiégé à plusieurs reprises et a été le théâtre de batailles rangées. Entre 1986 à 1995, il était sous le contrôle du LTTE.
Pendant l'opération Riviresa, les LTTE ont détruit plusieurs éléments clés pour empêcher l'armée sri-lankais d'entrer.
Après la fin de la guerre, le fort reste en garnison par un détachement de soldat cingalais.